# Lodovico Adimari
Lodovico Adimari  (3 septembre 1644, Naples – 22 juin 1708, Florence)  est un poète satirique italien.

## Biographie
Lodovico Adimari est né à Naples, le 3 septembre 1644 et fait ses études à l’Université de Pise, où il a pour maître Luca Terenzi. Il obtient du duc de Mantoue le titre de marquis et de gentilhomme de sa Chambre. Membre de l’Académie Florentine, de celles de la Crusca, d’Arcadie et quelques autres. Il succède à Francesco Redi dans la chaire de langue toscane, à l’Académie de Florence et professeur de science chevaleresque. Non imprimées, plusieurs bibliothèques de Florence en possèdent des manuscrits.
Lodovico Adimari est mort a Florence le 22 juin 1708. Il a trois enfants : une fille mariée avant la mort du père, et deux garçons : Buonascorso, qui mort encore enfant, et Smeraldo qui académicien des Arcades.

## Œuvres
On a de lui un recueil en prose sur des sujets de piété : Prose Sacre, Florence, 1706, petit in-4°. Tous ses autres ouvrages sont en vers :
- des sonnets et autres pièces lyriques, entre autres un recueil d’odes ou canzoni, et de sonnets, consacré à Louis XIV, magnifiquement imprimé à Florence, en 1693 ;
- Roberto, drame en musique ; le Gare dell’amore e dell’amicizia, comédie en prose composée pour une société particulière, et imprimée à Florence en 1679, in-12, pièce si rare qu’aucun historien de la littérature italienne n’en a parlé, pas même l’Allacci dans sa Dramaturgie ; il Carceriere di se medesimo ; Amante di sua figlia, etc. ;
- cinq satires qui sont le fondement le plus solide de sa réputation. Le style en est élégant et quoique les vices y soient sévèrement repris, elle n’ont rien d’âcre ni de mordant, si ce n’est sur le chapitre des femmes. Il a fait contre elles une satire de 1 500 vers, principalement dirigée contre les femmes de théâtre ; mais la dernière l’est contre le sexe en général : elle n’a guère moins de 1 000 vers ; les deux vers qui la terminent peuvent donner l’idée du reste. Il en est jusqu’à trois, a dit au moins Boileau ; mais Adimari n’en connait aucune. « S’il existe, dit-il, quelque femme digne d’éloge, tu ne la connais pas, ni moi non plus. » (Tu non la vedi, ed io non la conosco.)